# إل غاتوباردو
إل غاتوباردو (بالإيطالية: Il Gattopardo)‏ أو الفهد هي رواية لجوزيبي توماسي دي لامبيدوزا الذي يروي التغيرات التي طرأت على حياة المجتمع الصقلي خلال توحيد إيطاليا. نشرت الرواية بعد وفاته في عام 1958، بعد أن رفضت مرتين من قبل دور النشر الإيطالية الرائدة موندادوري وإينودي. أصبحت الرواية من أكثر الروايات مبيعاً في التاريخ الإيطالي وتعتبر واحدة من الروايات الأكثر أهمية في الأدب الإيطالي الحديث.
أخرج المخرج الإيطالي لوتشينو فيسكونتي عام 1963 فيلماً يحمل ذات الاسم ليحصد به الجوائز. كان الفيلم من بطولة بورت لانكاستر وكلاوديا كاردينالي وألان ديلون.

## روابط خارجية
- إل غاتوباردو على موقع الموسوعة البريطانية (الإنجليزية)